# Euphorbia ovalleana
Euphorbia ovalleana är en törelväxtart som beskrevs av Rodolfo Amando Philippi. Euphorbia ovalleana ingår i släktet törlar, och familjen törelväxter. Inga underarter finns listade i Catalogue of Life.